# Paralelo 67 N
O Paralelo 67 N é um paralelo no 67° grau a norte do plano equatorial terrestre.

## Dimensões
Conforme o sistema geodésico WGS 84, no nível de latitude 67° N, um grau de longitude equivale a 43,62 km; a extensão total do paralelo é portanto 15.701 km, cerca de 39,2 % da extensão da Linha do Equador, da qual esse paralelo dista 7.434 km, distando 2.568 km do Polo Norte.

## Cruzamentos
A partir do Meridiano de Greenwich, seguindo para o leste, o paralelo 64° N passa por:
| País, território ou mar | Notas                                                                              |
| ----------------------- | ---------------------------------------------------------------------------------- |
| Oceano Atlântico        | Mar da Noruega                                                                     |
| Noruega                 | Nordland                                                                           |
| Suécia                  | Lapônia                                                                            |
| Finlândia               | Lapônia, Rovaniemi                                                                 |
| Rússia                  |                                                                                    |
| Mar Branco              | Golfo de Kandalaksha                                                               |
| Rússia                  | Península de Kola                                                                  |
| Mar Branco              | Baía de Mezen                                                                      |
| Rússia                  | Península de Kanin                                                                 |
| Mar de Barents          | Baía de Chasha                                                                     |
| Rússia                  | Arkhangelsk até Iamália                                                            |
| Golfo de Ob             |                                                                                    |
| Rússia                  | Iamália até Chukotka                                                               |
| Oceano Ártico           | Mar de Chukchi                                                                     |
| Estados Unidos          | Alasca                                                                             |
| Canadá                  | Yukon Territórios do Noroeste, inclui extremo norte do Grande Lago do Urso Nunavut |
| Bacia de Foxe           | Enseada de Bathurst                                                                |
| Canadá                  | Nunavut                                                                            |
| Bacia de Foxe           |                                                                                    |
| Canadá                  | Ilha Baffin, Nunavut                                                               |
| Oceano Atlântico        | Estreito de Davis                                                                  |
| Gronelândia             |                                                                                    |
| Oceano Atlântico        | Estreito da Dinamarca Mar da Groenlândia Mar da Noruega                            |